# La fille d'un soldat ne pleure jamais
Pour plus de détails, voir Fiche technique et Distribution.
La fille d'un soldat ne pleure jamais (titre original : A Soldier's Daughter Never Cries) est un film anglo-franco-américain réalisé par James Ivory et sorti en 1998.

## Synopsis
Ex-soldat au passé héroïque, l’Américain Bill Willis, devenu un auteur à succès, vit à Paris avec sa femme Marcella et sa fille Channe, âgée de 7 ans à la fin de ces années 1960. Les Willis adoptent un petit garçon français, Benoît, qu’ils rebaptisent Billy. La famille, qui ne s’est jamais vraiment intégrée en France, décide de rentrer aux États-Unis une fois les enfants devenus grands. Channe, avec un immense chagrin qu’elle dissimule à ses parents, quitte la France en y laissant ses amis ados. Contre toute attente, une fois installée à Hanover dans l’Indiana, la famille a des difficultés pour trouver ses marques dans un pays qui lui paraît aussi étrange que celui d’où elle vient, bien avant de devoir affronter l’adversité de son destin…

## Thèmes et contexte
Librement inspirée de la vie de la famille du romancier américain James Jones (Tant qu’il y aura des hommes, Comme un torrent), c’est une biographie plus amère que douce que nous délivre James Ivory, suite de difficultés existentielles retranscrites par la fille de la famille et ponctuées de chansons d’époques accentuant fortement la nostalgie de l’œuvre. 

## Fiche technique
- Titre : La fille d'un soldat ne pleure jamais
- Titre original : A Soldier's Daughter Never Cries
- Réalisation : James Ivory
- Scénario : James Ivory et Ruth Prawer Jhabvala, d'après le roman de Kaylie Jones
- Musique : Richard Robbins
- Musiques additionnelles :
  - La Guira par Tito Puente
  - Teenie Weenie Boppie par France Gall
  - Dommage par Graeme Allwright
  - Di doo dah par Jane Birkin
  - Mon cœur d'attache par Enrico Macias
  - Going Up the Country par Canned Heat
  - Fireball par Deep Purple
  - Rubber Bullets par 10cc
- Photographie : Jean-Marc Fabre
- Son : Ludovic Hénault, Colin Miller
- Montage : Noëlle Boisson
- Décors : Jacques Bufnoir, Pat Garner
- Costumes : Carol Ramsey
- Pays d'origine :  États-Unis,  France,  Royaume-Uni
- Tournage :
  - Langues de tournage : anglais, français
  - Extérieurs :
— France : Paris (la Seine, Opéra de Paris, métro, etc.), Normandie
— États-Unis : Long Island, Caroline du Nord
- Producteur : Ismail Merchant
- Producteurs exécutifs : Richard Hawley, Nayeem Hafizka
- Sociétés de production : Merchant Ivory Productions (États-Unis, France, Royaume-Uni), October Films (États-Unis), Capitol Films (Royaume-Uni), British Screen Productions (Royaume-Uni)
- Sociétés de distribution : October Films, UGC Fox Distribution, City Screen
- Format : couleur par Fujicolor — 35 mm — 1.85:1 — son Dolby Digital
- Genre : drame
- Durée : 125 minutes
- Dates de sortie :
  - France : 13 septembre 1998 au Festival de Deauville
  - États-Unis : 18 septembre 1998
  - Royaume-Uni : 9 octobre 1998

## Distribution
- Kris Kristofferson : Bill Willis
- Barbara Hershey : Marcella Willis
- Leelee Sobieski : Charlotte Anne « Channe » Willis à 14 ans
- Jane Birkin : Mrs. Fortescue
- Dominique Blanc : Candida
- Jesse Bradford : Billy Willis à 14 ans
- Harley Cross : Keith Carter
- Isaach de Bankolé : Mamadou
- Macha Méril : Madame Beauvier
- Nathalie Richard : Mademoiselle Fournier
- Anthony Roth Costanzo : Francis Fortescue
- Bob Swaim : Bob Smith
- Virginie Ledoyen : la mère de Billy
- Luisa Conlon : Charlotte Anne « Channe » Willis à 7 ans
- Samuel Gruen : Billy Willis (Benoît) à 7 ans
- Frédéric Da : Stéphane
- Michelle Fairley : Miss O'Shaunessy
- Sarah Haxaire : Mademoiselle Devereux
- Marie Henriau : le travailleur Social
- Pierre-Michel Sivadier : M. Flowers
- Catriona MacColl : Mrs. Smith
- Dominic Gould : le joueur de poker à Paris
- Don Baker : Le joueur de poker à Wilmington
- Freddy Stracham : le danseur
- Miranda Raimondi : Melissa
- Anne-Cécile Crapie : Mademoiselle Picot
- Valérie Tolédano : Mademoiselle Fauchon
- Alycia Fashae : Salomé, la soprano
- Marcos Pujol : Herod, le baryton
- Catherine Alcover : Hérodias, la mezzo-soprano
- Antoine Chain : Pierre Anloite, le père de Billy